# Andrea Carlo Ferrari
Andrea Carlo Ferrari (Provincia de Parma, 13 de agosto de 1850 - Milán, 2 de febrero de 1921) fue un cardenal de la Iglesia católica y Arzobispo de Milán. Fue beatificado por el papa Juan Pablo II el 10 de mayo de 1987.

## Biografía

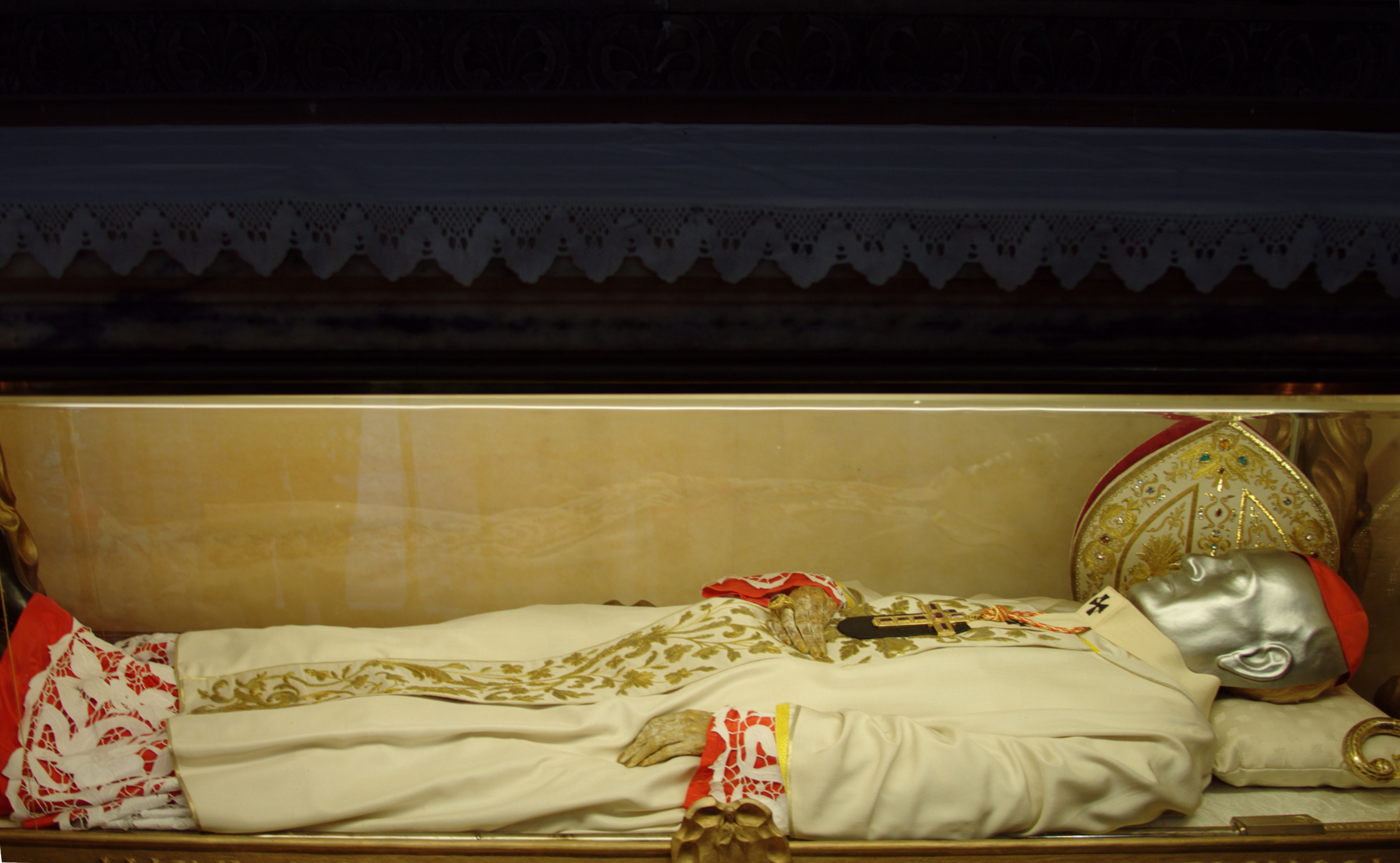
Tumba de Andrea Carlo Ferrari, en la catedral de Milán

Andrea Ferrari nació el 13 de agosto de 1850, en la aldea de Lalatta (Palanzano) en la Provincia de Parma, él era el mayor de los cuatro hijos de Giuseppe Ferrari y su esposa Maddalena Longarini. Recibió el sacramento de la confirmación en el año 1866.
Se sintió llamado para servir como sacerdote y fue educado en el seminario de Parma donde iba a obtener el doctorado de teología en el año 1883. El 21 de septiembre de 1872 se recibió de subdiácono y el 15 de diciembre del mismo año, se convierte en diácono. Fue ordenado sacerdote el año siguiente en la diócesis de Parma donde se desempeñó hasta el año 1890.

### Consagración Episcopal
El 29 de mayo de 1890, el papa León XIII nombró a Ferrari como el obispo de Guastalla y fue consagrado obispo por el cardenal Lucido Parocci. Tomó posesión de su nueva diócesis el 3 de octubre de 1890.

### Cardenal
El Papa León XIII elevó al cardenalato a Ferrari y lo convirtió en el cardenal presbítero de Santa Anastasia
en el consistorio el 18 de mayo de 1894. Tres días después fue trasladado a la Arquidiócesis de Milán y se le concedió el palio. Luego tomó el nombre Carlo en honor a San Carlos Borromeo que también había sido cardenal de la ciudad de Milán.
Ferrari participó en el cónclave de 1903 tras la elección del papa Pío X.
En el año 1907 es acusado de modernismo, algo que no había aceptado Pío X. Él no era modernista, sin embargo los denunció con una carta pastoral el año siguiente. A pesar de todo esto, decidió guardar silencio para no atraer la ira de Pío X. Este se dio cuenta de su error en el 1912, luego se resolvió el caso. Ferrari también participó en el cónclave de 1914 tras la elección del cardenal Giacomo della Chiesa, quién adoptaría el nombre Benedicto XV.

### Fallecimiento
Falleció el 2 de febrero de 1921 a las 5:55 horas después de haber terminado el rezo del rosario debido a un cáncer de laringe, y fue sepultado en su Catedral.

## Beatificación

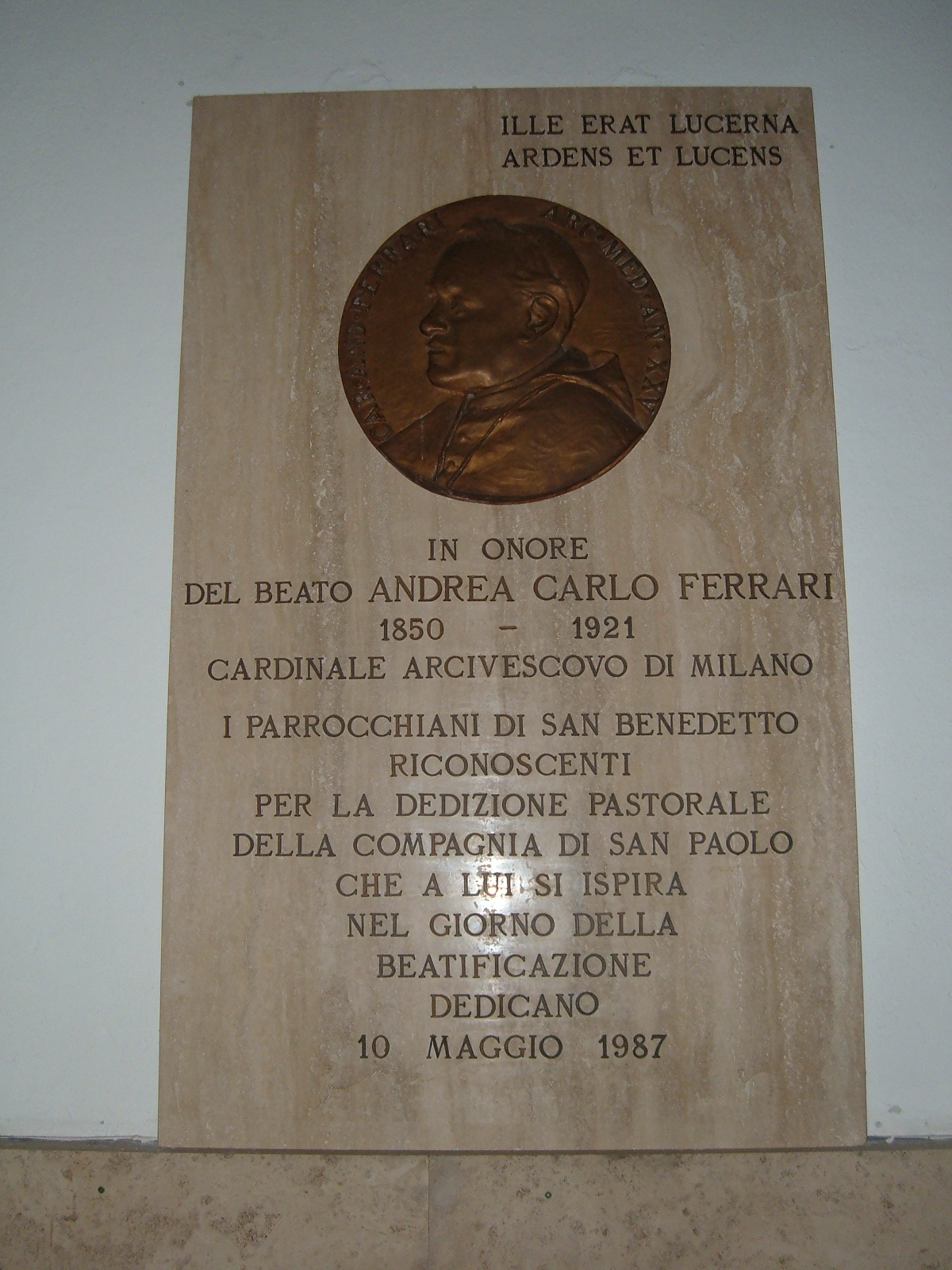
Iglesia de San Benedetto, en Roma, en el barrio Ostiense, en via del Gazometro.

Fue beatificado por Juan Pablo II el 10 de mayo de 1987. Su festividad es el 1 de febrero según el rito ambrosiano, y según el rito latino es el 2 de febrero. En la ciudad de Legnano, una iglesia fue construida entre los años 1987 y 1989 dedicada a él. El Cardenal Carlo Maria Martini consagró la iglesia en 1991.